# Kids' Choice Awards 1997
La 9ª edizione dei Nickelodeon Kids' Choice Awards si è svolta il 19 aprile 1997 presso il Grand Olympic Auditorium di Los Angeles. Hanno condotto l'edizione Rosie O'Donnell (per la seconda volta consecutiva) e Terry Bradshaw.
Durante la premiazione si sono esibiti Savage Garden col singolo "I Want You", Jewel con "You Were Meant for Me", Coolio con "The Winner" e gli Immature con "Watch Me Do My Thing".

## Candidature
I vincitori sono indicati grassetto.

### Televisione

#### Serie TV preferita
- All That
- Quell'uragano di papà
- America's Funniest Home Videos
- Piccoli brividi

#### Attore televisivo preferito
- Tim Allen – Quell'uragano di papà
- Jonathan Taylor Thomas – Quell'uragano di papà
- Michael J. Fox – Spin City
- LL Cool J – In the House

#### Attrice televisiva preferita
- Tia e Tamera Mowry – Sister, Sister
- Jennifer Aniston – Friends
- Courteney Cox – Friends
- Roseanne Barr – Pappa e ciccia

#### Serie animata preferita
- I Rugrats
- I Simpson
- Animaniacs
- Ace Ventura

### Cinema

#### Film preferito
- Independence Day, regia di Roland Emmerich
- Un tipo imprevedibile (Happy Gilmore), regia di Dennis Dugan
- Il professore matto (The Nutty Professor), regia di Tom Shadyac
- Twister, regia di Jan de Bont

#### Attore cinematografico preferito
- Will Smith – Independence Day
- Jim Carrey – Il rompiscatole
- Tom Cruise – Mission: Impossible
- Robin Williams – Jack

#### Attrice cinematografica preferita
- Rosie O'Donnell – Harriet, la spia
- Whoopi Goldberg – Eddie - Un'allenatrice fuori di testa
- Whitney Houston – Uno sguardo dal cielo
- Michelle Pfeiffer – Un giorno... per caso

### Musica

#### Gruppo musicale preferito
- Fugees
- Boyz II Men
- Hootie and the Blowfish
- TLC

#### Cantante preferito
- Coolio
- Brandy
- LL Cool J
- Alanis Morissette

#### Canzone preferita
- Killing Me Softly – Fugees
- C'mon N' Ride It (The Train) - Quad City DJ's
- Always Be My Baby – Mariah Carey
- I Love You Always Forever - Donna Lewis

### Sport

#### Atleta maschile preferito
- Shaquille O'Neal
- Ken Griffey Jr.
- Michael Jordan
- Emmitt Smith

#### Atleta femminile preferita
- Kristi Yamaguchi
- Dominique Dawes
- Shannon Miller
- Dominique Moceanu

#### Squadra sportiva preferita
- Green Bay Packers
- Chicago Bulls
- New York Yankees
- Orlando Magic

### Miscellanea

#### Videogioco preferito
- NBA Jam T.E.
- Donkey Kong Country 2: Diddy's Kong Quest
- Super Mario 64
- Toy Story

#### Celebrità animale preferita
- Pongo – La carica dei 101 - Questa volta la magia è vera
- Flipper – Flipper
- Chance – Quattro zampe a San Francisco
- Sassy – Quattro zampe a San Francisco

#### Libro preferito
- Matilde
- James e la pesca gigante
- Minaccia nel fango
- Al mostro! Al mostro!

### Hall of Fame
- Will Smith